# Arnfels
Arnfels est une commune autrichienne du district de Leibnitz en Styrie.